# StadjersTV
StadjersTV was een videoplatform van de lokale Groningse zender OOG. Bewoners van de stad konden op dit platform video's uploaden. Deze video's kunnen online worden bekeken en iedere zondag zond OOG in StadjersTV-Toppers een selectie van geüploade video's uit. StadjersTV biedt op deze manier de inwoners van Groningen (vaak aangeduid als Stadjers) de kans om eigen video's aan stadsgenoten te laten zien. 
Video's op StadjersTV worden niet aan professionele journalistieke criteria onderworpen. Hoewel er soms ook video's te zien zijn op StadjersTV die door professionele journalisten werden gemaakt, wordt het platform vaak gekenmerkt door amateurvideo's. Doel van het platform is om de lokale berichtgeving aan te vullen met nieuws op wijkniveau. 

## Spin-offs
In de loop der jaren werden er spin-offs gecreëerd voor de televisie-uitzendingen van StadjersTV-Toppers. Zo bestaat er tegenwoordig StadjersTV-Toppers Junior: Hest al Heurd (Nederlands: Heb je het al gehoord?) een jongerenprogramma gemaakt door leerlingen van het Leon van Geldercollege, dat iedere twee weken wordt uitgezonden op OOG en StadjersTV-Toppers Senior, waarin video-items worden uitgezonden voor de oudere bewoners.